# Erwin Seifert
Erwin Seifert (ur. 14 października 1915 w Adelsdorfie, zm. 6 kwietnia 1997 w Aalen) – zbrodniarz nazistowski, członek załogi niemieckich obozów koncentracyjnych Sachsenhausen i Neuengamme oraz SS-Oberscharführer.
Służbę w obozach rozpoczął w Sachsenhausen, gdzie między innymi brał udział w masowych egzekucjach na więźniach i jeńcach radzieckich, a od września 1943 do marca 1944 kierował podobozem Berlin-Lichterfelde. Następnie przeniesiono go do Neuengamme. Tu z kolei był komendantem podobozu Aurich-Engerhafe od 21 października do 22 grudnia 1944. Po jego likwidacji pełnił służbę w obozie głównym Neuengamme, gdzie zajmował się szkoleniem wartowników SS. 
W procesie załogi Sachsenhausen, który w 1970 toczył się przed zachodnioniemieckim sądem w Kolonii Erwin Seifert skazany został na dożywotnie pozbawienie wolności. Wyrok zatwierdził Sąd Najwyższy Niemieckiej Republiki Federalnej 2 sierpnia 1972. 10 października 1987 Seifert został zwolniony z więzienia.